# Slapovi Modrega Nila
Slapovi Modrega Nila so slapovi na reki Modri Nil v Zahodnem Godžamu, regija Amhara, Etiopija. V amharščini je znan kot Tis Abaj, kar pomeni 'velik dim'. So v zgornjem toku reke, približno 30 kilometrov dolvodno od mesta Bahir Dar in jezera Tana. Slapovi so ena najbolj znanih turističnih znamenitosti Etiopije.
Slapovi so visoki 42 metrov, sestavljeni iz štirih potokov, ki se spreminjajo od curka v sušnem obdobju do širine več kot 400 metrov v deževnem obdobju. Regulacija jezera Tana zdaj nekoliko zmanjša variacije in od leta 2003 je hidroelektrarna odvzela velik del toka iz slapov, razen v deževnem obdobju. Slapovi Modrega Nila izolirajo ekologijo jezera Tana od ekologije preostalega Nila in ta izolacija je igrala vlogo pri razvoju endemične favne jezera.
Kratko razdaljo dolvodno od slapov je prvi kamniti most Sebara Dildij ([ሰበረ ድልድይ] Napaka: {{Jezik}}: neveljaven parameter: |3= (pomoč), zlomljen most), zgrajen v Etiopiji, zgrajen na ukaz cesarja Fasilidesa leta 1626. Po besedah Manuela de Almeide so kamen za izdelavo našli v bližini ob pritoku Modrega Nila Alata in obrtnik, ki je prišel iz Indije z Afonsom Mendesom, katoliškim patriarhom Etiopije, je nadziral gradnjo.
- Slapovi Modrega Nila leta 2018, sušno obdobje
- kamnit most čez Nil